# Linia kolejowa Kojetín – Tovačov
Linia kolejowa Kojetín – Tovačov (Linia kolejowa nr 334 (Czechy)) – jednotorowa, niezelektryfikowana linia kolejowa o znaczeniu regionalnym w Czechach. Łączy Kojetín i Tovačov. Przebiega w całości przez terytorium Kraju ołomunieckiego.